# De Do Do Do, De Da Da Da
«De Do Do Do, De Da Da Da» es una canción del grupo The Police, lanzado como sencillo en octubre de 1980. Es el segundo sencillo del álbum "Zenyatta Mondatta" y alcanzó el Top 10 en el Reino Unido y los Estados Unidos, llegando a la posición 5 en el UK Singles Chart y diez en el Billboard Hot 100.
AFI hizo una versión en vivo, e Incubus interpretó su sencillo Stellar como un medley con esta canción en vivo.

## Fondo
Según el cantante Sting, la canción trata sobre la atracción que la gente siente por las canciones sencillas. Más tarde, Sting criticó a quienes etiquetaron la letra de la canción como "charla infantil", alegando que la canción fue muy mal entendida. Explicó: "La letra trata sobre la banalidad, sobre el abuso de las palabras", y dijo que "la letra tiene una lógica interna".

Estaba tratando de exponer un punto intelectual sobre cómo lo simple puede ser tan poderoso. ¿Por qué nuestras canciones favoritas son 'Da Doo Ron Ron' y 'Do Wah Diddy Diddy'? En la canción, intenté abordar ese tema. Pero todos decían: "Esto es una tontería, un juego de niños". Nadie escuchó la letra. Escuche la letra. Voy a rehacerlo nuevamente y poner más énfasis en lo que estaba hablando.
StingRolling Stone, 2/1988

Sting también dijo que "estaba tratando de decir algo que era realmente bastante difícil: que a la gente le gustan los políticos, como yo incluso, usamos palabras para manipular a la gente, y que hay que tener mucho cuidado".
La frase "De Do Do Do, De Da Da Da" supuestamente fue inventada por el hijo de Sting. Sting dijo sobre esto: "De hecho, se le ocurrió a mi hijo. Nunca le he pagado, así que esa es otra posible demanda. Él mismo escribe canciones en estos días. Tiene mucha confianza en sí mismo, no lo sé". de dónde."
Su cara B, "A Sermon", fue escrita originalmente por Stewart Copeland en 1977 y es una parábola sobre una banda que llega sin piedad a la cima. Copeland también tocó la mayor parte de la guitarra, incluido el riff de introducción, mientras que se puede escuchar a Andy Summers en el medio. Sting dijo sobre la canción: "Es arrogante, pero Stewart es bueno siendo arrogante de una manera divertida, como en esa frase de Klark Kent sobre 'Si no te gusto, puedes chuparme los calcetines'". La versión estadounidense del sencillo, "De Do Do Do De Da Da Da", se combinó con "Friends", una composición de Andy Summers.
"De Do Do Do, De Da Da Da" fue lanzado como sencillo de seguimiento de "Don't Stand So Close to Me" en Gran Bretaña, y fue lanzado como sencillo debut de Zenyatta Mondatta en Estados Unidos. Tras su lanzamiento, el sencillo se convirtió en uno de los diez primeros éxitos en el Reino Unido y los Estados Unidos (el primero en dicho país), alcanzando el puesto número 5 en la lista de singles del Reino Unido y el número 10 en el Billboard Hot 100. Además de su lanzamiento en inglés, a principios de 1981 se grabaron y lanzaron en sus respectivos mercados una versión de la canción en español y en japonés. Las copias reales de 45 rpm son raras.
Record World dijo que "la voz conmovedora de Sting y una pista rítmica revestida de percusión han creado una reacción en el comercio minorista y la radio que es estrictamente un gran negocio".
La portada fue diseñada por Hipgnosis y usa el título de la canción para yuxtaponer una imagen de la banda con la de una mano de mujer acercándose a un teléfono para llamar a la policía.
La canción apareció de manera destacada en la película de 1982 The Last American Virgin y en su banda sonora. También apareció en el episodio piloto del drama médico St. Elsewhere.

## Composición
La canción está compuesta en clave de La mayor con la progresión de acordes de Asus2-F#m7(add4)-C#m7 en los versos y Asus2-A-Asus2-A-E-D en el estribillo. La canción utiliza un Flanger EHX Electric Mistress en los versos. "He bailado esa canción en el Caribe durante semanas", comentó Joni Mitchell. "Soy un viejo bailarín de rock and roll, ya sabes. Las paradas, las pausas, en esa son realmente divertidas. Aprecié los híbridos rítmicos, los espacios entre las líneas de bajo, las figuras repetitivas con espacios entre ellas. James Taylor y una vez cené con Sting en casa de nuestro manager mutuo. Él fue bastante efusivo acerca de que éramos sus héroes, así que siempre lo considero nuestro hijo".

## Video musical
El vídeo muestra a Stewart Copeland filmando con su cámara Super-8. En su película Everyone Stares: The Police Inside Out podemos ver la opinión de Stewart y lo cansado que se ve Sting... Los instrumentos Hamer utilizados en este vídeo fueron entregados a la banda en Chicago el 22 de noviembre de 1980.
Este vídeo fue grabado el 25 de noviembre de 1980 o muy temprano el 26 de noviembre de 1980. La revista Smash Hits del 8 de enero de 1981 menciona que la banda fue a esquiar y llegó a Filadelfia con un jet privado. También hay una rara versión de vídeo de Don't Stand So Close To Me que fue filmada en Canadá en la nieve.

## Músicos
- Sting - voz principal y coros, bajo de 8 cuerdas
- Andy Summers - guitarra eléctrica y coros
- Stewart Copeland - batería

## Lista de canciones

### 7": A&M / AMS 9110 (RU)
1. «De Do Do Do, De Da Da Da» - 4:09
2. «A Sermon» - 2:34

### 7": A&M / AM 2275 (EE.UU.)
1. «De Do Do Do, De Da Da Da» - 4:09
2. «Friends» - 3:35

### 7": A&M / AM 25000 (EE.UU.)
1. «De Do Do Do, De Da Da Da» (Versión española) - 4:00
2. «De Do Do Do, De Da Da Da» (Versión japonesa) - 4:00

## Posición en las listas musicales
| Lista (1980)                | Mejor posición |
| --------------------------- | -------------- |
| Australian Singles Chart 🇦🇺 | 6              |
| Dutch Top 40 🇳🇱             | 11             |
| UK Singles Chart 🇬🇧         | 5              |
| U.S. Billboard Hot 100 🇺🇸   | 10             |